# Rechtshändige Einsiedlerkrebse

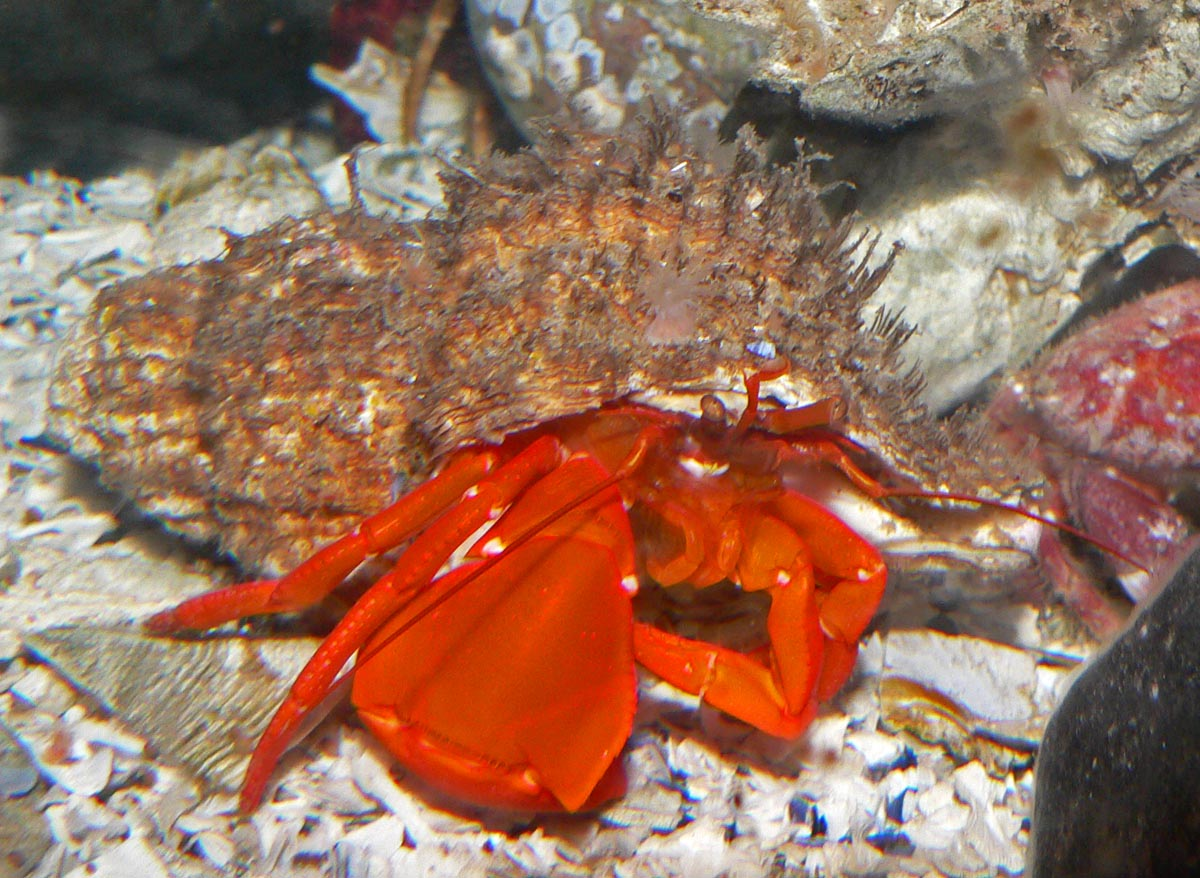
Elassochirus gilli

Die Rechtshändigen Einsiedlerkrebse (Paguridae) sind eine Familie aus der Ordnung der Zehnfußkrebse. Sie ähneln den Linkshändigen Einsiedlerkrebsen (Diogenidae), nur ist bei ihnen die rechte Schere größer. Sie leben in allen Weltmeeren, von den Küsten bis in die Tiefsee. Die meisten der über 550 Arten bleiben kleiner als ihre linkshändigen Verwandten.
Zu ihnen gehört der Gemeine Einsiedlerkrebs (Pagurus bernhardus) aus dem Nordatlantik, der Nord- und Ostsee und Pagurus prideaux, der von Norwegen bis in das Mittelmeer in Symbiose mit der Seeanemone Adamsia palliata lebt. 
Pylopagurus discoidalis lebt an der Atlantikküste Nordamerikas in den leeren Gehäusen von Kahnfüßern.
Eine besondere Lebensweise haben die winzigen Einsiedlerkrebse der Gattung Paguritta. Sie leben sessil in den leeren Röhren von Kalkröhrenwürmern zwischen Steinkorallen. Sie fangen mit ihren befiederten Antennen vorbeitreibendes Plankton.

## Gattungen
- Agaricochirus McLaughlin, 1981
- Anapagrides de Saint Laurent-Dechancé, 1966
- Anapagurus Henderson, 1886
- Anisopagurus McLaughlin, 1981
- Catapaguroides A. Milne-Edwards & Bouvier, 1892
- Catapagurus A. Milne-Edwards, 1880
- Discorsopagurus McLaughlin, 1974
- Elassochirus Benedict, 1892
- Enallopaguropsis McLaughlin, 1981
- Enneobranchus García Gómez, 1988
- Goreopagurus McLaughlin, 1988
- Haigia McLaughlin, 1981
- Iridopagurus de Saint Laurent-Dechancé, 1966
- Labidochirus Benedict, 1892
- Manucomplanus McLaughlin, 1981
- Micropagurus McLaughlin, 1986
- Nematopaguroides Forest & de Saint Laurent, 1968
- Nematopagurus A. Milne-Edwards and Bouvier, 1892
- Orthopagurus Stevens, 1927
- Ostraconotus A. Milne-Edwards, 1880
- Pagurixus Melin, 1939
- Pagurus Fabricius, 1775
- Parapagurodes McLaughlin & Haig, 1973
- Phimochirus McLaughlin, 1981
- Propagurus McLaughlin & de Saint Laurent, 1998
- Pygmaeopagurus McLaughlin, 1986
- Pylopaguropsis Alcock, 1905
- Pylopagurus A. Milne-Edwards & Bouvier, 1891
- Rhodochirus McLaughlin, 1981
- Solenopagurus de Saint Laurent, 1968
- Tomopaguropsis Alcock, 1905
- Tomopagurus A. Milne-Edwards & Bouvier, 1893